# Тростяниця (Кам'янецький район)
Тростяниця (біл. Трасцяніца) — село в Білорусі, у Кам'янецькому районі Берестейської області. Орган місцевого самоврядування — Ратайчицька сільська рада.

## Географія
Розташоване на річкою Лісною, за 15 км від залізничної станції Лищиці.

## Історія
На території села виявлений глиняний глек, датований добою поморської культури IV—II століть до н. е.. До 1935 року в селі діяв осередок товариства «Просвіта». До 1960-х років у школі Тростяниці викладалася українська мова, місцевим учителем був Г. Омелянюк.

## Населення
За переписом населення Білорусі 2009 року чисельність населення села становила 78 осіб.